# Ernest Diosi

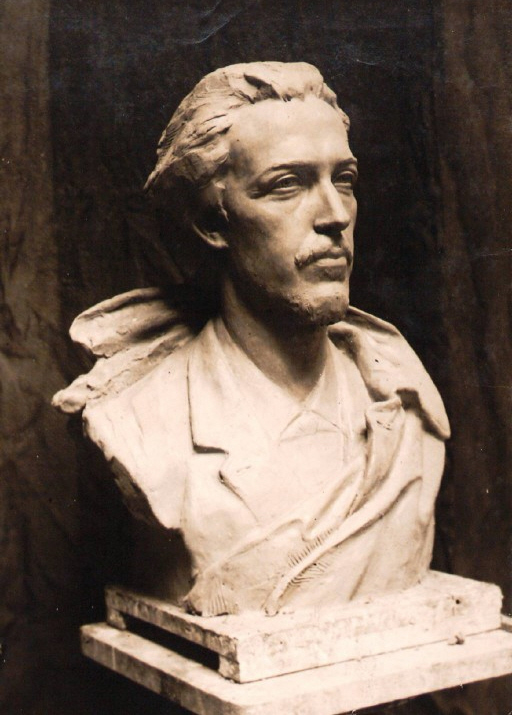
Buste de Benjamin Godard par Diosi

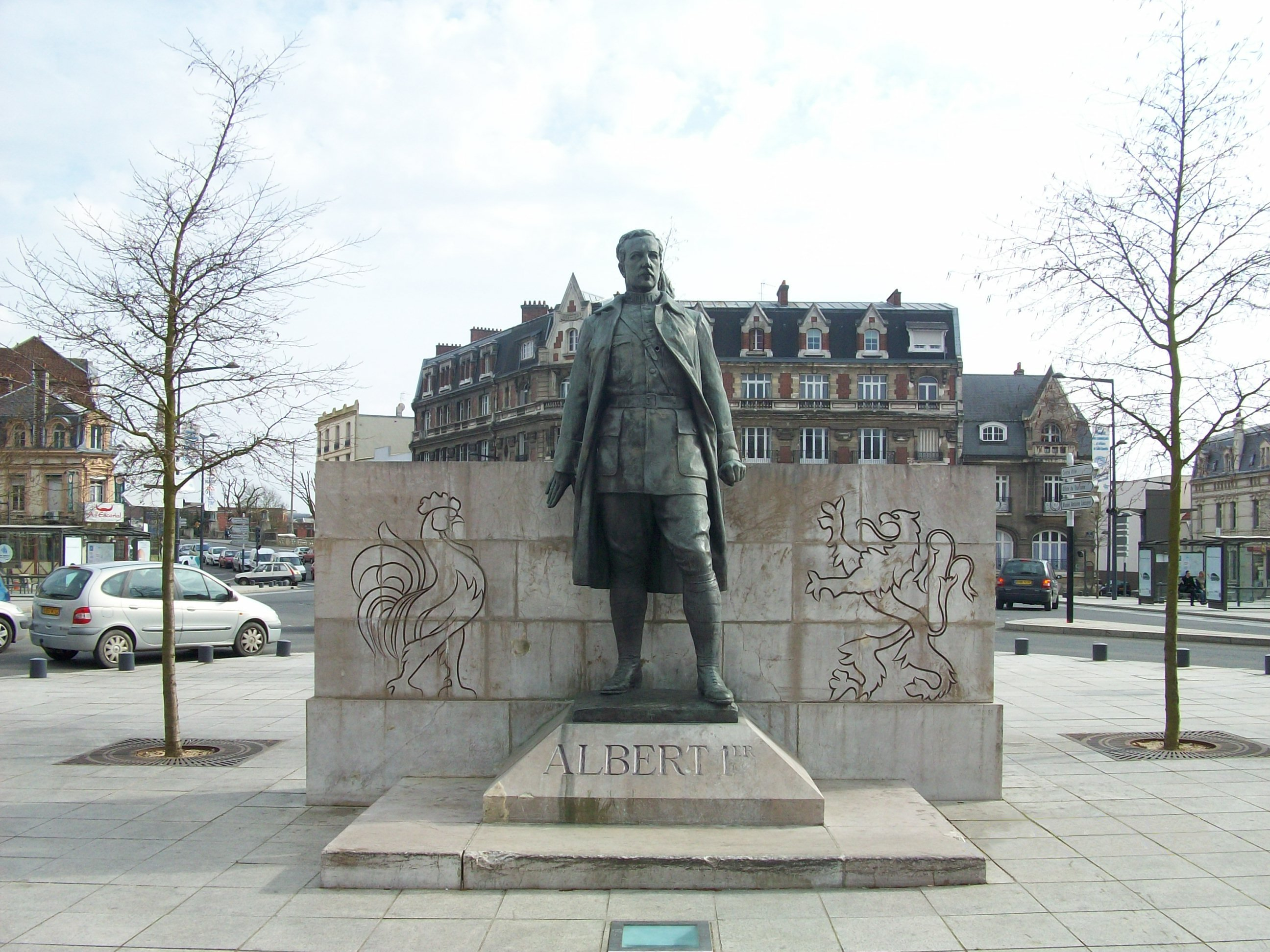
Statue d'Albert Ier à Saint-Quentin (Aisne)

Ernest Charles Diosi, né à Paris le 4 avril 1881 où il est mort le 4 octobre 1959, est un sculpteur français.

## Biographie
Élève de Louis-Ernest Barrias et de Jules Coutan, Ernest Diosi expose au Salon des artistes français dont il est sociétaire et y obtient en 1911 une médaille de 3e classe, une médaille d'argent en 1924 et une médaille d'or en 1926, année où il passe en hors-concours. En 1929, il y présente un buste en plâtre intitulé Portrait de Mlle Bormel. 
Diosi, statuaire officiel des monuments extérieurs avec neuf commandes officielles est le statuaire de la reconstitution de Saint-Quentin.
Il est aussi l'auteur en de la statue Frédéric Henri Le Normand de Lourmel initialement installée en Algérie à Lourmel, ville devenue El Amria après l'indépendance, puis transférée à Pontivy, ville natale de Frédéric Henri Le Normand de Lourmel.